# John Pettit

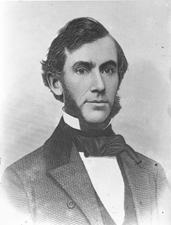
John Pettit

John Pettit (* 24. Juni 1807 in Sackets Harbor, New York; † 17. Januar 1877 in Lafayette, Indiana) war ein US-amerikanischer Jurist und Politiker der Demokratischen Partei. Er vertrat den Bundesstaat Indiana in beiden Kammern des Kongresses.
Nach Abschluss seiner juristischen Ausbildung wurde John Pettit 1831 in die Anwaltskammer aufgenommen. Er zog nach Lafayette in Indiana, wo er 1838 in seinem neuen Beruf zu arbeiten begann. Dort betätigte er sich auch erstmals politisch und war von 1838 bis 1839 Abgeordneter im Repräsentantenhaus von Indiana. Danach übte er bis 1843 als Nachfolger von Tilghman Howard das Amt des Bundesstaatsanwaltes für den Distrikt von Indiana aus.
Am 4. März 1843 zog Pettit für die Demokraten ins Repräsentantenhaus der Vereinigten Staaten ein. Er vertrat die Interessen des achten Wahlbezirks von Indiana dort nach mehrfacher Wiederwahl bis zum 3. März 1849; im Jahr 1848 wurde er von seiner Partei nicht erneut nominiert. 1850 nahm Pettit am Verfassungskonvent von Indiana teil, zwei Jahre später saß er als Demokrat im Electoral College, das Franklin Pierce zum US-Präsidenten wählte. Schließlich wurde er nach dem Tod von US-Senator James Whitcomb zu dessen Nachfolger gewählt und amtierte vom 18. Januar 1853 bis zum 3. März 1855. Beim Versuch der Wiederwahl blieb er erfolglos.
Im Senat war John Pettit unter anderem Vorsitzender des Committee on Private Land Claims. Während der Senatsdebatte zum Kansas-Nebraska Act im Jahr 1854 sprach er sich dafür aus, die Sklaverei nach Kansas auszudehnen. Mit Bezug auf die von Thomas Jefferson verfasste Unabhängigkeitserklärung der Vereinigten Staaten erklärte er, Jeffersons Idee, dass „alle Menschen gleich erschaffen“ wurden, sei keine – wie es in dem Dokument heißt – ausgemachte Wahrheit, sondern vielmehr eine ausgemachte Lüge. Pettits berühmt gewordener Rede und der Diskussion darüber wird die Rückkehr von Abraham Lincoln auf die politische Bühne zugeschrieben.
Nach seiner Zeit im Kongress war Pettit von 1859 bis 1861 oberster Bundesrichter im Kansas-Territorium. Von 1870 bis 1877 gehörte er als Richter dem Supreme Court of Indiana an.